# Herkimer (falu, New York)
Herkimer település az Amerikai Egyesült Államok New York államában, Herkimer megyében, melynek megyeszékhelye is. Lakosainak száma 7234 fő (2020. április 1.).

## Népesség
A település népességének változása:

| 2010 | 7 743 |
| 2020 | 7 234 |